# Z 7 Hermann Schoemann
Die Z 7 Hermann Schoemann war ein Zerstörer der Klasse 1934 A der deutschen Kriegsmarine im Zweiten Weltkrieg, welcher nach dem Marineoffizier Hermann Schoemann benannt wurde, der am 1. Mai 1915 als Chef der Torpedobootsflottille Flandern bei der Versenkung der A 2 sein Leben verlor.

## Geschichte
Der Auftrag zum Bau des Zerstörers wurde der Deschimag-Werft AG Weser am 9. Januar 1935 erteilt. Die Indienststellung erfolgte im September 1937 durch Korvettenkapitän Schulte Mönting. Seinen ersten Kriegseinsatz hatte das Boot im September 1939 beim Auslegen der "Westwall"-Minensperren in der Nordsee im Verband der 2. Zerstörerflottille. Es folgten weitere Einsätze im Handelskrieg, in der Nordsee zum Vorposten- und Sicherungsdienst und offensiven Minenunternehmen. Die Hermann Schoemann war im Juni 1940 am Unternehmen Juno beteiligt, um die deutschen Truppen in Narvik zu entlasten. Es folgte ein Ausbildungsabschnitt in der Ostsee und die Reparatur eines Turbinenschadens, nach der Z 7 im Juni 1941 wieder nach Norwegen beordert wurde. Dort wurden hauptsächlich Geleit-, Sicherungs- und Aufklärungsaufgaben erfüllt.
Im Februar 1942 war die Hermann Schoemann an dem Unternehmen Cerberus beteiligt. Anschließend verlegte sie wieder nach Norwegen. Im März 1942 führte sie zusammen mit dem Schlachtschiff Tirpitz und den Zerstörern Friedrich Ihn, Paul Jacobi und Z 25 ein Vorstoß ins Nordmeer aus. Dabei verfehlten die Schiffe die Nordmeergeleitzüge PQ 12 und QP 8 knapp. Lediglich den Nachzügler Izora (2815 BRT) konnte Friedrich Ihn versenken.
Am 2. Mai traf Z 7, nach wiederholten Angriffsversuchen auf den Nordmeergeleitzug QP 11, auf den angeschlagenen britischen Kreuzer Edinburgh. Aufgrund von Vereisungen löste sich nur ein einziger Torpedo eines Torpedofächers, woraufhin die Edinburgh ihrerseits das Feuer eröffnete und dabei die Hauptdampfleitung der Hermann Schoemann zerstörte. Die Besatzung musste den nun bewegungsunfähigen Zerstörer verlassen und versenkte ihn gegen 8:30 Uhr mit zwei Wasserbomben selbst. Die Teile der Mannschaft, welche zuvor nicht schon von Z 24 übernommen werden konnten, wurden später von U 88 auf Kuttern und Flößen treibend gerettet. Insgesamt fanden acht Mann den Tod. Nach weiteren Beschädigungen durch einen Torpedotreffer von Z 24 versenkte die Besatzung der Edinburgh das Schiff durch öffnen der Flutventile.

## Kommandanten
- Korvettenkapitän Erich Schulte Mönting: 9. September 1937 – 25. Oktober 1938[2]
- Korvettenkapitän Theodor Detmers: 26. Oktober 1938 – 19. Februar 1939 / 7. April 1939 – 15. Juli 1940[2]
- Kapitänleutnant Konrad Loerke: Juli 1940 – Oktober 1940[2], kommissarisch
- Korvettenkapitän Heinrich Wittig: 20. Oktober 1940 – 2. Mai 1942[2]